# Iso Manalujärvi
Iso Manalujärvi är en sjö i Gällivare kommun i Lappland och ingår i Kalixälvens huvudavrinningsområde. Sjön har en area på 0,0855 kvadratkilometer och ligger 296,2 meter över havet.

## Delavrinningsområde
Iso Manalujärvi ingår i det delavrinningsområde (745234-172566) som SMHI kallar för Utloppet av Sakajärvi. Medelhöjden är 300 meter över havet och ytan är 11,37 kvadratkilometer. Det finns ett avrinningsområde uppströms, och räknas det in blir den ackumulerade arean 39,31 kvadratkilometer. Sakajoki som avvattnar avrinningsområdet har biflödesordning 3, vilket innebär att vattnet flödar genom totalt 3 vattendrag innan det når havet efter 218 kilometer. Avrinningsområdet består mestadels av skog (39 procent), öppen mark (22 procent) och sankmarker (24 procent). Avrinningsområdet har 1,48 kvadratkilometer vattenytor vilket ger det en sjöprocent på 13 procent.